# 新日本ハウス (奈良県の企業)
株式会社新日本ハウス（しんにほんハウス）は、奈良県奈良市柏木町に本社を置き、自社で宅地造成・建築設計・売買を行う部門を有し、自社で造成した土地の販売及び、仲介業をメイン事業とする企業である。
特徴として同社の実際の営業部長”南谷和夫”本人が、会社のイメージキャラクターとなっており、「他社には私はいません」等のメッセージと共に自社のホームページやチラシ等に掲載され、国道24号線沿いに5箇所、本社（柏木町）近くに1箇所同社の看板が設置されているが、本人のキャラクターそのものによって同社のPRに貢献している。
掲載パターンとしてワンフレーズと共に本人は何故かモノトーン調で表現されており、一説によるとふくよかなボディーをスリムに魅せる為とも言われている。
なお、埼玉県及び愛媛県にも同名の企業が存在するが、同社とは無関係である。

## 特徴
- 2週間毎に全社員が参加して、PJ（プロジェクト）会議を実施する会社。
- 奈良県初の経営革新計画に承認された「奈良県初の温泉付露天風呂のある家」（グランドヒルズ富雄駅前プロジェクト／奈良県奈良市富雄川西1丁目）や、「プールの煌きのある家」（アンビエンス天理プロジェクト／奈良県天理市櫟本町）をプロデュース。
- 新規の取引業者の飛込み・売込を歓迎する自由な社風。

## 主要事業所
- 奈良本社 - 奈良県奈良市柏木町519-9（新日本ハウス本社ビル）
- 東京支社 - 東京都港区港南2丁目16-7(品川V-TOWER1516)
- 大阪支社 - 大阪府大阪市西区立売堀2-4-5 DGビル7F

## 沿革
- 平成11年 3月26日　株式会社新日本ハウス設立（奈良市大宮町4丁目310番地3 日生商事ビル2F）
- 平成11年 7月 7日　奈良県知事宅地建物取引業免許取得
- 平成11年 7月 7日　不動産企画販売・仲介業務開始
- 平成16年 4月29日　奈良市大宮町6丁目3-10　藤本ビル2Fに移転
- 平成17年 3月18日　資本金2000万円に増資
- 平成19年12月19日　国土交通省大臣免許取得
- 平成20年 3月13日　東京支店設置（東京都新宿区新宿1-19-8　サン・モール第7ビル3F）
- 平成20年 3月26日　なら子育て応援団参加企業となる
- 平成20年 4月11日　奈良本社自社ビル完成、移転、（現住所：奈良市柏木町519-9）
- 平成20年 5月20日　「中国・四川大地震」の被災地救援のための募金を実施
- 平成20年 9月 8日　社会貢献活動、河川美化活動「川をきれいにし隊」参加
- 平成21年 1月24日　資本金3000万円に増資
- 平成21年 2月 5日　奈良商工会議所入会
- 平成21年 2月19日　大阪支店設置（大阪市西区売堀2-4-5DGビル7F）
- 平成21年 3月 5日　東京支店移転（東京都港区港南二丁目16-7品川V-TOWER1516
- 平成21年 3月 8日　露天風呂付住宅の開発・販売について経営革新計画の承認を受ける
- 平成21年 3月19日　奈良新聞シニアクラブ協賛社となる

## 過去販売プロジェクト
- 2007年 8月分譲 Grand Court奈良 全12区画
- 2007年 3月分譲 Crest Hills平城 全19区画
- 2007年 1月分譲 Grace Town新大宮 全10区画
- 2005年11月分譲 NJ-Town 学園前 全6区画
- 2005年10月分譲 Consorale 平城 全16区画
- 2004年 3月分譲 @HOME SQUARE恋の窪 全5区画
- 2004年 2月分譲 Universal Village大安寺 全12区画
- 2004年 1月分譲 Universal Village押熊II 全11区画
- 2003年 9月分譲 Universal Village押熊I 全5区画
- 2003年 9月分譲 Universal Village平松町 全5区画
- 2003年 3月分譲 Sunlit Town法華寺 全3区画
- 2003年 3月分譲 Sunlit Town学園前 全4区画
- 2003年 1月分譲 Sunlit Town柏木町 全5区画
- 2002年 3月分譲 Sunlit Town東九条 全5区画
- 2002年 1月分譲 Novel City北永井 全27区画

※主要プロジェクトとして造成・分譲販売を実施した案件のみ抜粋

## 免許及び許可

### 宅建免許番号
- 国土交通大臣（1）第7637号

### 建設業許可番号
- 国土交通大臣（般-21）第23389号

## 取引先

### 取引金融機関
- 三菱UFJ銀行
- 三井住友銀行
- りそな銀行
- 関西みらい銀行
- 中京銀行
- みずほ銀行
- 南都銀行
- 大和信用金庫
- 近畿産業信用組合

（順不同）

### 代理店契約
- 日本興亜損害保険株式会社 代理店

## 所属団体
- 社団法人 全日本不動産協会会員
- 社団法人 近畿不動産流通機構会員
- 社団法人 住宅性能保証制度登録店
- 社団法人 近畿地区不動産公正取引協議会加盟
- 日本住宅保証検査機構(JIO)登録店

## 協賛
- 奈良商工会議所会員
- なら子育て応援団参加企業
- 奈良新聞シニアクラブ協賛社
- 奈良新聞政経懇話会会員

## おもな分譲地
- ウエストビレッジ新大宮
- クレアコート郡山北
- グランドステージ四条大路
- キャッスルタウン郡山
- グランドコート新大宮
- アンビエンス天理
- グランドヒルズ富雄駅前
- アンシェントタウン新大宮
- グランドコート奈良南
- NJ-TOWN 鳥見町
- フォレストビレッジ富雄駅前
- クレストヒルズ平城
- グレイスタウン新大宮
- コンソラーレ西大寺
- コンソラーレ平城
- @HOME スクウェア
- ユニバーサルビレッジ大安寺
- ユニバーサルビレッジ押熊
- ユニバーサルビレッジ平松
- サンリットタウン法華寺
- サンリットタウン学園前
- サンリットタウン柏木
- サンリットタウン東九条
- ノベルシティ北永井
- ガーデンヒル生駒
- ファインガーデン西ノ京
- グランドコート新大宮